# Carios macrodermae
Carios macrodermae är en fästingart som beskrevs av Hoogstraal, Moorhouse, Wolf och Wassef 1977. Carios macrodermae ingår i släktet Carios och familjen mjuka fästingar. Inga underarter finns listade.